# Dzsingisz mongol nagykán
Dzsingisz (mongolul: Чингис хаан, magyaros átírásban: Csingisz haan; kínai nevén: 成吉思汗; pinjin: Chéngjísīhán; magyaros átírásban: Csengcsiszihan), eredeti nevén Temüdzsin vagy Temudzsin (1162. április 16. – 1227. augusztus 18.) az első mongol nagykán (császár), a világtörténelem egyik legnagyobb hódítója. Dzsingisz egyesítette a mongol törzseket és megalapította a Mongol Birodalmat. Ő és utódai elfoglalták Eurázsia nagy részét, beleértve Kínát, Oroszországot, Perzsiát és Kelet-Európát is. Nyugaton Magyarországig jutottak, a Közel-Keleten csak az egyiptomiaknak sikerült megállítaniuk csapataikat. Ez volt a világtörténelem legnagyobb összefüggő területű birodalma. Dzsingisz kán volt Kubiláj kán, a Jüan-dinasztia alapítójának és első császárának nagyapja. A Dzsingisz kán uralkodói név, egyik feltételezett jelentése: tenger(nyi) népek uralkodója.
Minden kétséget kizáróan a mai napig a leghíresebb mongol a világon, s máig a mongol nemzeti öntudat megtestesítője.

## Felemelkedése

### Ifjúkora
Apja, Jiszügej-baatur a mongolok kis törzsszövetségének kánja volt az 1160-as években. A mongolok mellett a mai Mongólia területén éltek még a szintén mongol nyelvű merkitek, tatárok, és az elmongolosodott török kereitek és najmanok. Jiszügej-baatur a mongolok bordzsigin törzsének kijat nemzetségéből származott. Feleségét, a szintén mongol, de olkunuut törzsbeli Höelünt a merkitektől rabolta el. A feleségrablás gyakori volt a mongoloknál, és gyakran egy nemzetség mindig ugyanabból a nemzetségből választott feleséget. Az ilyen nemzetségeket sógornemzetségeknek hívták, úgy tűnik, a bordzsiginek és az olkunuutok ilyen sógornemzetségek voltak. Amikor Temüdzsin kilencéves lett, apjával feleséget ment választani az olkunuutokhoz. Útközben találkoztak Dej-szecsennel, akinek lányát, Börtét, eljegyezték Temüdzsinnel. Temüdzsin jövendő apósa sátrában maradt, Jiszügej pedig hazafelé indult. Útközben tatárokkal találkozott, akik megvendégelték, de eközben megmérgezték, amibe néhány nap múlva belehalt. 
Anyja, Höelün támasz és hatalom nélkül maradva, vadászó-gyűjtögető életmóddal tartotta el öt saját gyermekét és Jiszügej másik anyától származó két fiát. Ebben az időben Temüdzsin és öccse, Kaszar egy családi ellentét során megölte féltestvérét, Bektert – egy ellopott hal miatt, Bekter nem tisztelte féltestvérei vadászterületét  –, de megkímélte annak öccsét, aki később sem fordult ellenük. Temüdzsin puszta létével is fenyegetést jelentett az apja halála utána annak hatalmát magához ragadó tajcsiut nemzetség számára, ezért igyekeztek Temüdzsint eltenni az útból.
Temüdzsin kisemmizett helyzete miatt önmagában még nem volt képes visszaszerezni apja örökségét, ezért az olkunuut nembeli Dejszecsen lányának, Börtének feleségül vételekor kapott hozományt, egy cobolyködmönt felhasználva apja régi szövetségeséhez, vértestvéréhez (anda), a kereit Tooril kánhoz fordult támogatásért. Mikor tőle hazafelé tartott, a merkitek a régi sérelem – apja tőlük rabolta el anyját, Höelünt – miatt Temüdzsinre támadtak, és elrabolták feleségét. Temüdzsin alig tudott elmenekülni a Burkan-kaldunba, a mai Hentij-hegységbe, amelynek lábánál a merkitek háromszor körbeűzték. 
Temüdzsin Toorilhoz és a dzsadzsirat nembeli Dzsamukához – aki korábban megmentette az életét, amikor a tajcsiutok elől menekült – fordult segítségért. Segítségükkel vereséget mért a merkitekre, és visszaszerezte feleségét. Dzsamukával ekkor vérszerződést kötött, azaz vértestvérré, andává fogadták egymást. Egy ideig együtt harcoltak, később azonban vetélytársakká válnak majd. 
Hazatérése után Börte már terhes volt, és hamarosan fiút szült. A fiú, Dzsocsi származása ilyen módon kétséges lehetett, de Temüdzsin elismerte őt fiának, feltételezve, hogy Börte már terhesen került a merkitek fogságába. A mendemonda azonban szárnyrakapott, s ez később jelentős módon befolyásolta az utódlást. 

### A mongolok kánja
A szűkebb értelemben vett mongolok, akiknek atyja korábban a kánja volt, 1187-89-ben Temüdzsint megválasztották kánjuknak, visszaadva neki apja pozícióját. Ekkortól viselte a tisztázatlan eredetű Dzsingisz kán nevet, amely talán az óceán szóval áll összefüggésben.  Nem tudjuk, csak találgathatunk, miért Temüdzsin és nem Dzsamuka került ki győztesen a hatalomért folytatott küzdelemből, a mongolok titkos története égi jeleknek és csodás álmoknak tulajdonítja, hogy a mongolok Dzsingisz kán táborához csatlakoztak. Először egy ménes körül tört ki vita köztük, amelyből fegyveres összecsapás lett, s ekkor még Dzsingisznek kellett visszavonulnia. 

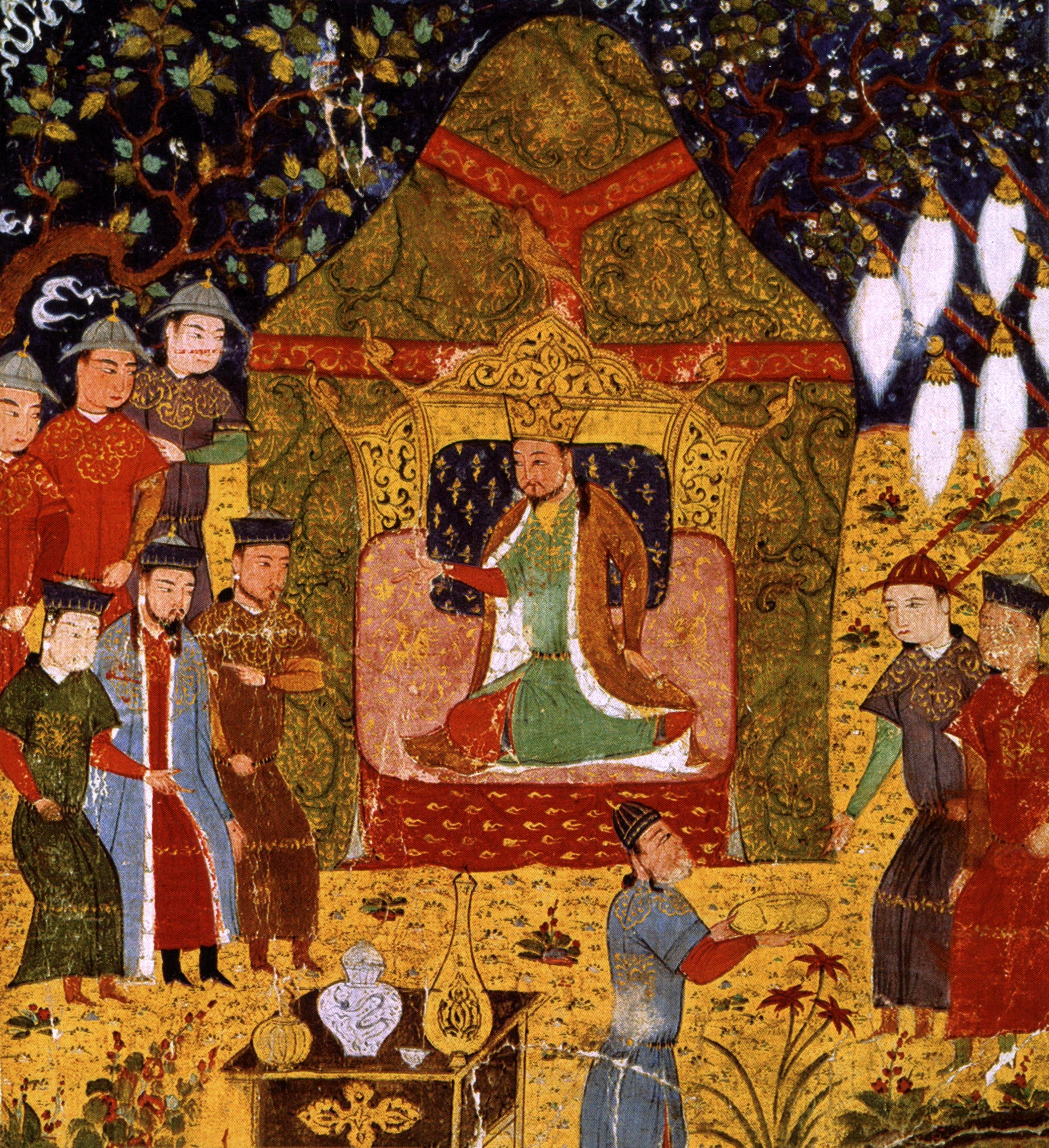
Dzsingisz, a mongolok kánja

A kereit Tooril kán ekkor még a szövetségese volt Dzsingisz kánnak, s együtt indítottak harcot a régóta gyűlölt tatárok ellen, apját is megbosszulandó. Nagy győzelmet arattak felettük, aminek a kínaiak is annyira örültek, hogy megtisztelő címeket adományoztak nekik. Tooril ekkortól lett Tooril Ong kán, ahol a kínai vang, azaz király cím jelent meg a nevében. Dzsamuka válaszul a mongolok kisebb részével gürkánná választatta magát 1201-ben, de Dzsingisz és Tooril Ong visszaverték őt, bár Dzsingisz kán is súlyosan megsebesült. 1202-ben a tatárokkal is végleg leszámoltak. Megölték az összes felnőtt férfit, az asszonyokat a gyerekekkel együtt pedig szétosztották egymás, a mongolok és a kereitek között. Dzsingisz kán sokadik felesége is egy előkelő tatár lány lett. 
Ezután kezdett megromlani a viszony Dzsingisz és Ong között. A najmanokkal szemben Dzsingisz egyedül maradt, de amikor azok Ongot megtámadták, Dzsingisz mégis kisegítette, hogy ne kelljen mindenki ellen egyszerre harcolnia. Ong kán ezután fiává fogadta Dzsingisz kánt, de a régi bizalom már nem állt helyre közöttük. Közrejátszott ebben Dzsamuka és Ong kán fia is, akik Dzsingisz ellen hangolták Ongot.  Dzsamuka eközben arról „értesítette” Dzsingisz kánt, hogy Ong kán ellene készül. Dzsingisz végül 1203-ban megtámadta Ongot, és legyőzte a kereiteket. Csak Ong és fia tudott elmenekülni emberei önfeláldozása következtében. Ilyen volt Kadak-baatur is, aki a végsőkig mentette Ongot, végül fogságba esett. Dzsingisz méltányolta urához való hűségét, megkímélte életét, és a saját szolgálatába fogadta. Az elmenekült Ong kánt közben egy najman előörs nem ismerte fel és megölte. 
1204-ben a najmanokat – Dzsamuka ekkor már az ő szövetségesük volt – győzte le Dzsingisz kán, csak uralkodójuk, Tajang kán fiának, Gücsülüknek sikerült elmenekülnie a merkitekhez, akiket 1205-ben győzött le Dzsingisz. Gücsülük ekkor a karakitajokhoz menekült tovább. Dzsamuka szövetséges nélkül maradt a mongol pusztában, és emberei kiadták Dzsingisz kánnak, aki ezután – a források nem egyöntetűek abban, hogyan – megölette őt. 

### A mongolok nagykánja
Ezzel annyira megnőtt Temüdzsin tekintélye és hatalma, hogy tényleges rivális nélkül maradt. 1206-ban az Onon folyó forrásánál a meghódított mongol nyelvű törzsek követei a mongolok nagykánjává (kagán) választották.  Trónraléptekor polgári és hadi szabályrendeletet adott ki a régi mongol szokástörvényt megújítva, továbbfejlesztve. (→ Jasza)
Ünnepélyesen kinyilatkoztatta egy Istenben való hitét, de azért semmiféle felekezethez vagy hitvalláshoz nem csatlakozott, hanem megmaradt ősei hite, a tengrizmus és sámánizmus mellett. Minden vallásnak szabad gyakorlatot engedett, és valláskülönbségtől, illetve származástól függetlenül alkalmazta maga körül az arra érdemeseket.

## A birodalom alapítása
A hagyományos nomád hadrendet átültette a civil lakosság felosztásába is, a lakosság, akárcsak a hadsereg 10-es, 100-as és 1000-es, 10 000-es csoportokra volt osztva, 10 000 ember alkotott egy tüment. A hadsereg a családot és lovakat is magával vitte, minden lovasnak 3 vagy 4 lova volt, így a pihent ló mindig rendelkezésre állt.
Dzsingisz kán egyik fő célja volt a Kína északi területét uraló dzsürcsi Csin-dinasztia (Jin-dinasztia) és a mai Kanszu (Gansu) és Ordosz területén álló tangut Hszi Hszia (Xi Xia) (Nyugati-Hszia (Xia)) állam meghódítása. Miután 1205 és 1209 között több hadjáratban vazallusává tette a Hszi Hszia (Xi Xia) birodalmat, 1211-től kezdve rendszeres támadásokat intézett a dzsürcsik ellen, egyre nagyobb területeket hódítva meg. A tangutok és dzsürcsik elleni hadjáratok során kerültek szembe a mongolok a nomádok számára szokatlan erődítmények elfoglalásának problémájával, s a szökött és szolgálatába szegődött kínai mérnökök segítségével olyan haditechnikákat fejlesztettek ki, amelyek a korban a legjobbaknak számítottak.

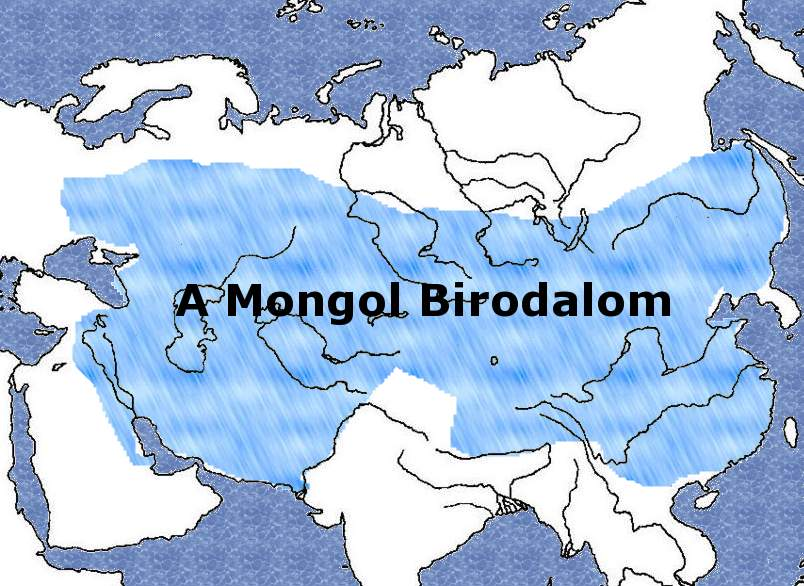
A Mongol Birodalom Dzsingisz kán utódai idején

1213-ra már a kínai nagy falig jutott. Ezt megkerülve legyőzte a dzsürcsi seregeket, feldúlta Észak-Kínát, elfoglalta a legtöbb nagyvárost, és 1215-ben elfoglalta a fővárost, Jancsinget (Yanjinget) is. A császár látszólag megadta magát, udvartartásával délre, Kajfeng (Kaifeng)be menekült, Dzsingisz megkímélte életét, azzal a feltétellel, hogy miután ő elhagyja a tangut területet, a császár nem tér vissza. Dzsingisz alighogy kitette a lábát a Csin (Jin) területéről, a császár visszatért, és elkergette az otthagyott mongol helyőrséget. Dzsingisz ekkor már nyugat felé indult Hvárezm meghódítására és a közbeeső Kara-kitaj Birodalom leigázására.
1218-ra a Mongol Birodalom határa elérte a Hvárezmi Birodalom iszlám állam határait (a Kaszpi-tenger mellett) nyugaton, valamint a Perzsa-öblöt és az Arab tengert délen.
1218-ban Dzsingisz kán kereskedőkaravánt, majd követeket küldött Hvárezmbe, azonban Otrarban a helyőrség vezetője lemészároltatta a követséget, mire Dzsingisz 200 000 emberrel megtámadta Hvárezmet. 1220-ra Hvárezm mongol fennhatóság alá került, így a selyemút valamint az észak-dél irányú "Prém-út" is mongol ellenőrzés alá került.
Hvárezm meghódítása után kisebb csapatokat küldött Indiába. A mongolok egészen Delhiig jutottak, de tartós eredmény nem értek el és az indiai népek elleni harcok még halála után egy évszázadig tartottak.

## A végső hadjárat

Dzsingisz mongol nagykán hadjáratai

Nyugat-Hszia (Xia), azaz a tangutok szövetséges császára nem segítette Dzsingiszt az 1219-ben kezdődő Hvárezm elleni hadjáratban, ezért meg kellett büntetni. Közben Nyugat-Hszia (Xia) és Csin (Jin) szövetségre léptek a mongolok ellen. Összeállított egy 180 000 emberből álló haderőt, amivel Hszia (Xia) és Csin (Jin) ellen indult. 1226-ban megtámadta a tangutokat, csapatai 1227 nyarán már a fővárost ostromolták, a mai Ninghszia (Ningxia) helyén, amikor a mai Pingliangtól nyugatra meghalt. 
Hadjárata közben többször is látott öt csillagot egy vonalban az égen, amelyet udvari jósai intő jelként értelmeztek. Ezt követően törvénybe adta, hogy a mongoloknak tilos véletlenszerűen ártatlanokat leöldösni.
Testét egyes források szerint visszavitték az ősi szállásterületre, a mai Mongóliába, ahol Burkan-kaldunban, valahol a mai Hentij-hegységben temették el. Dzsingisz kánnak gyerekkora óta kedves volt ez a hely, ahol gyerekkorában a merkitek elől bujkált. Rasíd ad-Dín szerint Dzsingisz maga jelölte ki korábban sírhelyét egy magányos fa tövében, amelyet halála után hihetetlen mennyiségű fű és fa nőtt be, így ma már nem lehet sírját megtalálni a vadonban. 
Mások szerint a ma Kínához tartozó belső-mongóliai Muna-hegy tövében temették el. Az uralkodó holttestét kísérő katonák mindenkit megöltek, aki szembejött velük. Ősi nomád hagyomány szerint a mongolok is titkos helyen temették el uralkodóikat, valószínűleg így óvták meg örök nyugalmukat a sírrablóktól és egyéb fosztogatóktól. Ezért senki sem tudja, hogy hol temették el.
Ebben az időben Dzsingisz már az utódlásra is gondolt. Utódjaként Ögödej nevű fiát jelölte ki. 1227-ben a halálos ágyán Toluj nevű fiának átadta terveit a Csin (Jin) dinasztia teljes megsemmisítésére.

## Összefoglaló

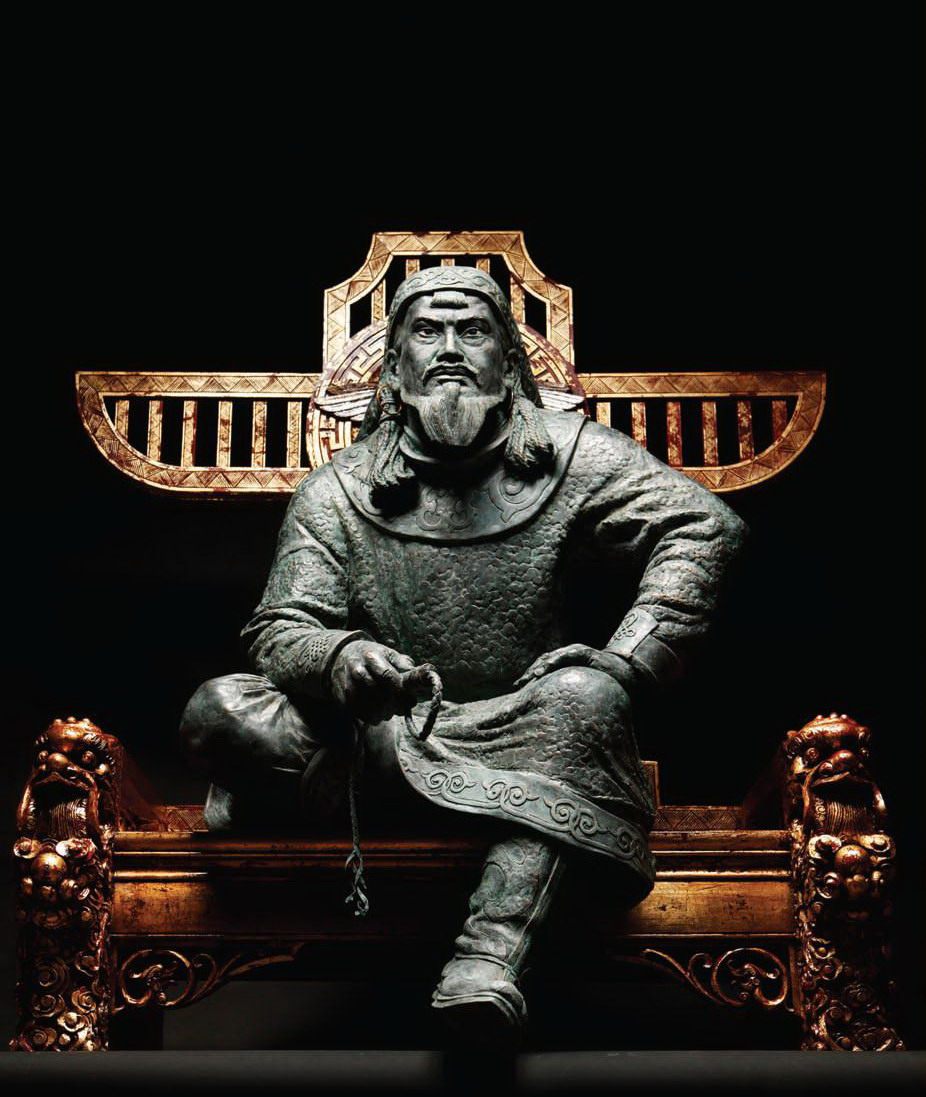
Dzsingisz szobra (2008)

Mivel a birodalom területe hatalmas volt, Dzsingisz kán nagyban befolyásolta az ázsiai országokat, legjobban Kínát és Oroszországot. Eltörölte a korábbi arisztokráciát minden meghódított területen. Seregei rengeteg szenvedést okoztak a megtámadott országoknak, egész népeket irtottak ki. A pusztítás mértékét hangsúlyozzák a hódításokat elszenvedő területekről származó kínai, muszlim és keresztény források, de az - a feltehető túlzások mellett is - nem számíthatott kivételesen szokatlannak a korabeli hadviselésben. A hatalom megszilárdulása után voltak Dzsingisznek pozitív intézkedései is. Megalkotta az addigi legnagyobb postai szolgálatot és elterjesztette a mongolok között az egységes ábécét, annak ellenére, hogy analfabéta volt. Nem tűrte a kínzásokat, adómentesítette az orvosokat és tanárokat, megengedte a vallásszabadságot.

## Családja és leszármazottai
Egyik unokája volt a híres Batu kán, aki az 1241–42-es magyarországi tatárjárást vezette. Ükunokája volt Möngke Temür, az Arany Horda uralkodója, akinek fiát Tihomir nevű havasalföldi vajdában látják, aki Basarab fejedelem apja is. Ha mindez igaz, akkor Basarab Dzsingisz kán leszármazottja lett volna.

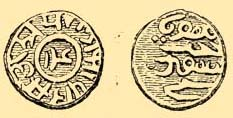
Dzsingisz kán pénze

## Emlékezete
A Dzsingisz Kán nemzetközi repülőtér Mongólia egyetlen nemzetközi repülőtere.

### Filmek
- Dzsingisz kán, 127 perc, rendező: Henry Levin, 1965
- Dzsingisz kán, 103 perc, rendező: Sai Fu és Lisi Mai, 1998
- Dzsingisz kán - A hódító, angol-német, 58 perc, rendező: Edward Bazalgette, 2005
- Dzsingisz Kán - A földek és vizek ura, mongol-japán, 136 perc, rendező: Shinichira Sawai, 2007
- Mongol – Dzsingisz kán fölemelkedése, német–kazahsztáni–orosz–mongol, 120 perc, rendező: Sergei Bodrov, 2008

### Zene
- A Dschinghis Khan együttes ugyanilyen című dala világsláger volt.